# Church and Wellesley
 (décembre 2012).
Church and Wellesley est le quartier gai de la ville canadienne de Toronto, en Ontario. Il se situe au croisement de la rue Church et de la rue Wellesley, et ses limites peuvent être définies par le quadrilatère ayant pour côtés les rues Gerrard au sud, Yonge à l'ouest, Charles au nord et Jarvis à l'est. Ces limites sont celles définies par la Gay Toronto Tourism Guild, bien que d'autres établissements gais puissent se trouver à l'extérieur de ce quadrilatère. La rue principale du quartier, où se situe la majorité des commerces gais, est la rue Church sur sa portion allant de Wellesley à Alexander.

## Toponyme

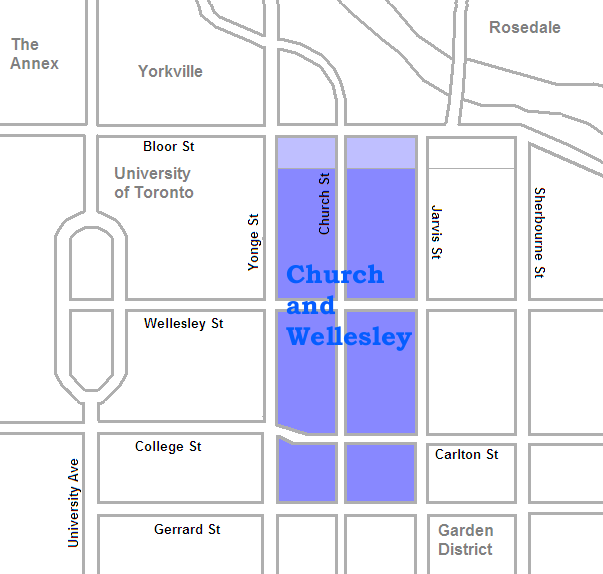
Carte du quartier. Les tours à bureaux de la rue Bloor au nord ne font pas partie du village.

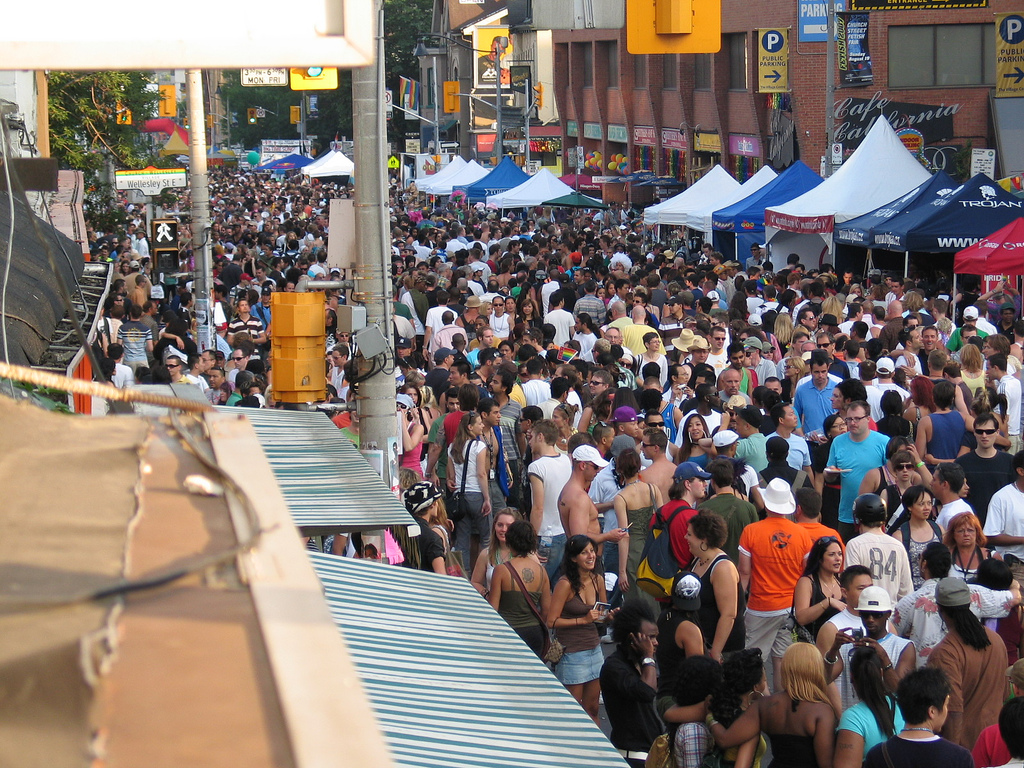
La rue Church, durant la semaine de la fierté de 2007.

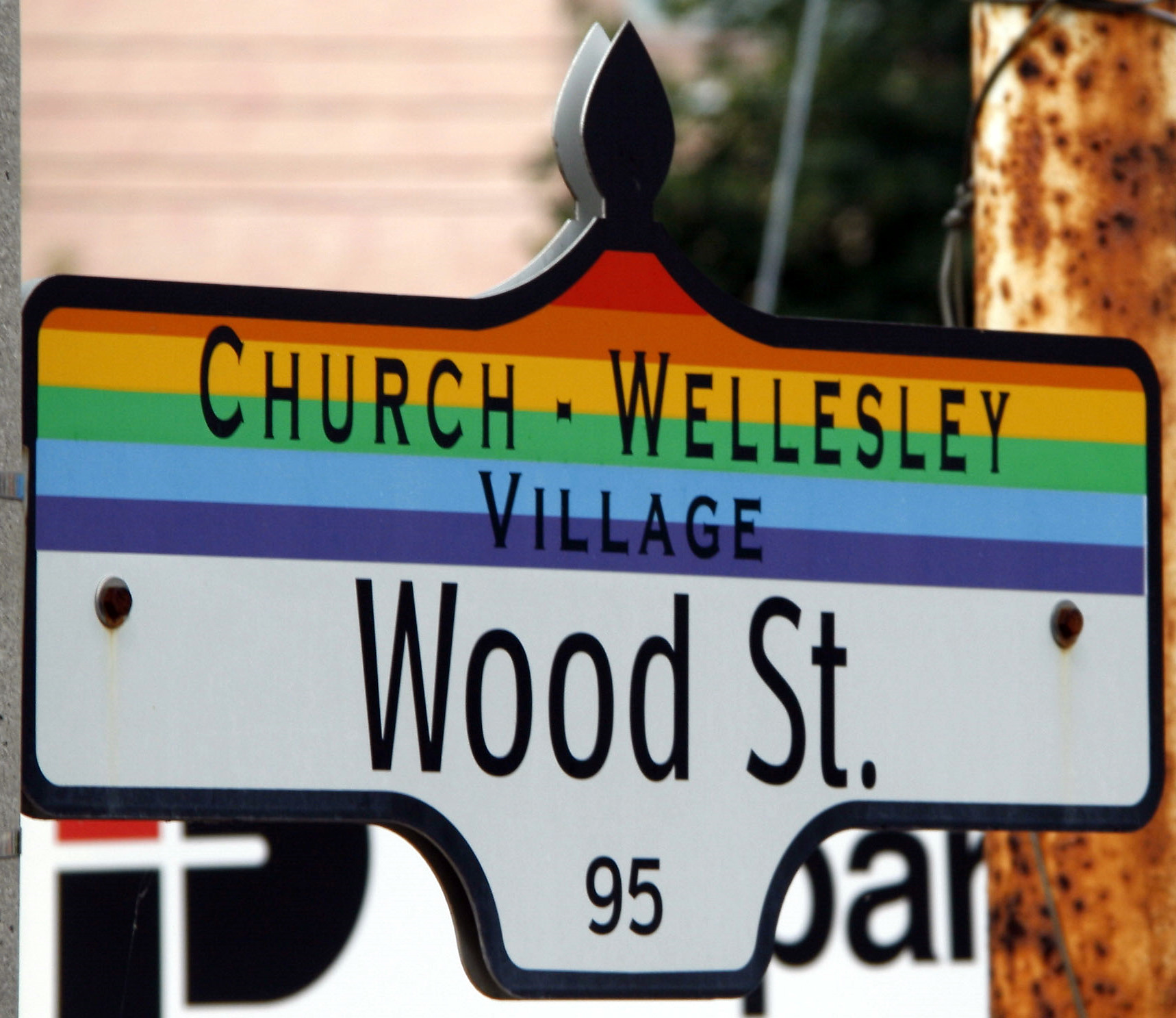
Rue Wood

Le quartier Church and Wellesley porte différents noms dans le langage courant, notamment le Gay Ghetto, le Village ou le Gay Village, le Gaybourhood and Mollywood (à partir du nom d'Alexander Wood (marchand) (en)). D'autres expressions moins usitées incluent Gay & Wellesley et Queers Park (jeu de mots avec Queen's Park, le siège du gouvernement ontarien). Toutefois, plusieurs de ces surnoms sont génériques aux quartiers gais dans les pays anglo-saxons et ne sont pas spécifiques à Church and Wellesley. La plupart des habitants ou usagers y réfèrent par Church Street ou The Village, puisque la plupart des établissements gais du quartier ont pignon sur cette rue.

## Urbanisme

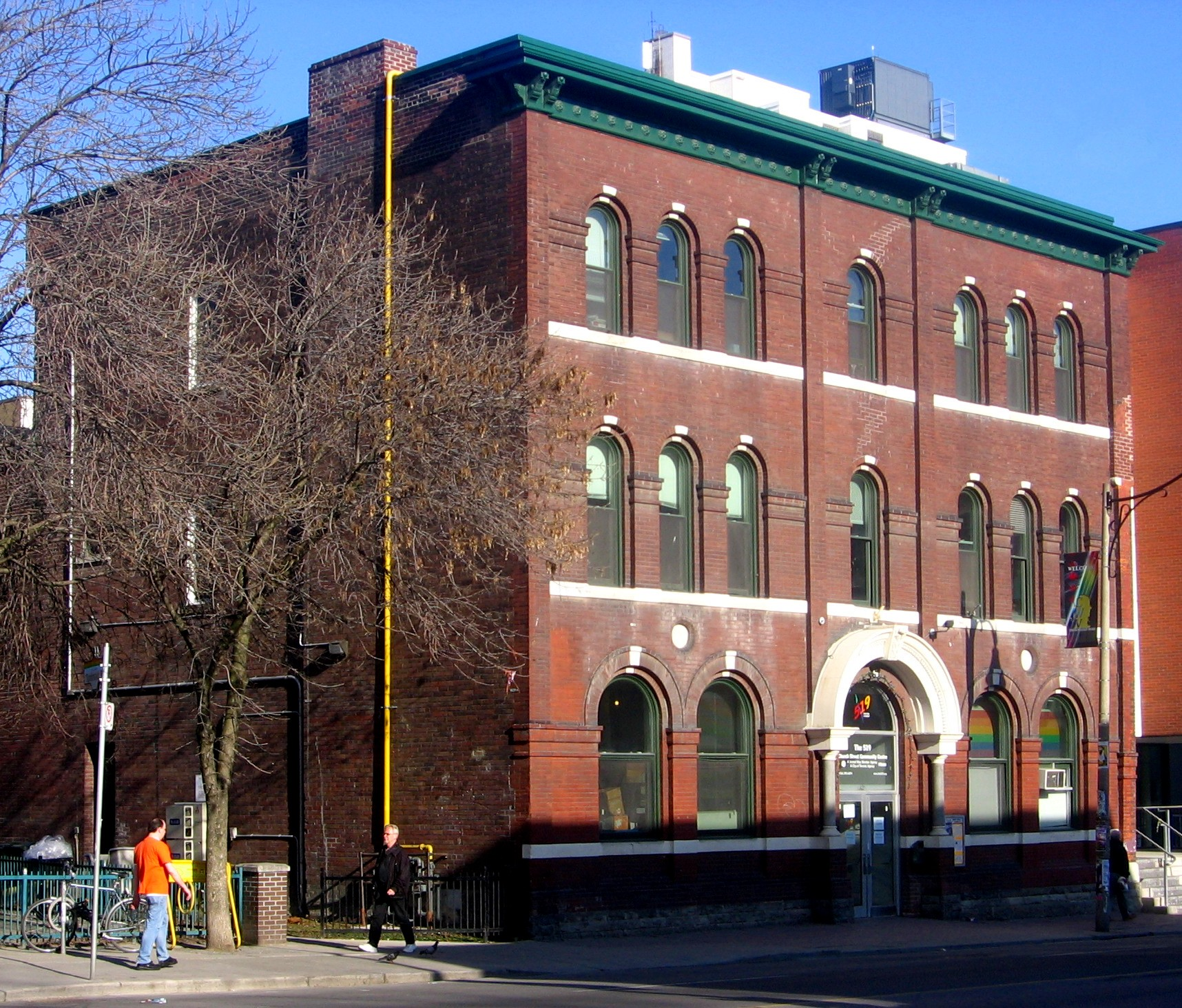
Le Centre communautaire 519

Le quartier abrite le centre communautaire, dénommé le 519, des parcs, des bars, des restaurants et des boutiques desservant la communauté LGBT, particulièrement le long de la rue Church. Son cadre bâti se compose de bâtiments anciens, maisons victoriennes et appartements construits à la fin du XIXe siècle et au début du XXe siècle. La communauté LGBT habite également les quartiers voisins de The Annex, Cabbagetown, St. James Town (en), St. Lawrence, Riverdale (Toronto) (en), Garden District (Toronto) (en), de même qu'en plus petits nombres à travers la ville et la banlieue.

## Histoire

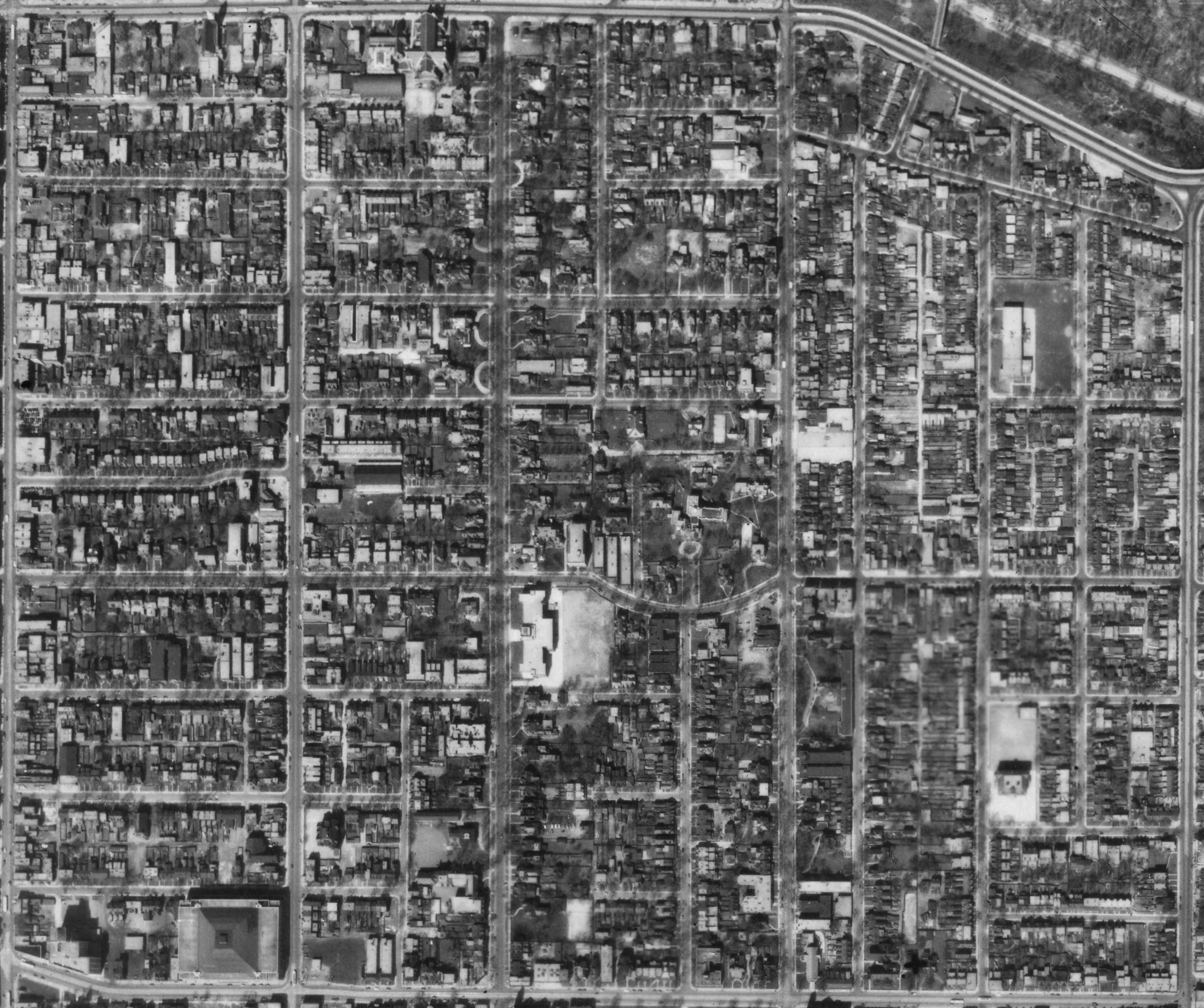
Photo aérienne du quartier, 1942

La partie du quartier bornée par les rues Yonge, Jarivs, Maitland et Carlton est la propriété d’Alexander Wood (marchand) (en), marchand et magistrat du Haut-Canada. Celui-ci fut au centre d’un étrange scandale sexuel en 1810. Ses terres sont alors appelées par dérision "Molly Wood's Bush" (bois de Molly Wood) — "molly" signifiant "homosexual" en langage populaire anglais. Au printemps 2005, une statue de Wood est érigée au coin des rues Church et Alexander (odonyme rappelant le prénom de Wood), l’honorant ainsi comme l’ancêtre de la communauté gaie moderne de Toronto.
La rue Church et ses environs sont familiers à la communauté gaie de Toronto depuis plusieurs décennies. Avant 1970, il y avait une scène gaie underground, surtout masculine qui s’articule autour d’établissements de sauna gay et de bars dans la ville qui ne sont pas des établissements exclusivement gais mais qui sont connus pour leur fréquentation par les homosexuels. Allan Gardens, sur la rue Carlton immédiatement à l’est de la rue Church, est alors bien connu comme aire de drague gay.
De la fin des années 1960 au début des années 1980, la sous-culture gaie se vit surtout dans le secteur des rues Yonge et Wellesley. Le bar le plus notoire pour la sous-culture gaie est alors la St. Charles Tavern sur la rue Yonge (une rue à l’ouest de la rue Church) juste au sud de la rue Wellesley. Au cours des années 1970, cet établissement fait l’objet de plusieurs agressions homophobes, particulièrement le soir de l’Halloween alors que la taverne tient le concours annuel de drag queens qui prend la forme d’une promenade à l’extérieur jusqu'à ce que des homophobes lancent des œufs et des fruits pourris, rendant la tenue de l’événement impossible,. Le Glad Day Bookshop (es), longtemps la seule librairie gaie de la ville, ouvre ses portes sur la rue Yonge au milieu des années 1970. Il y a un certain nombre d’établissements gais sur les rues transversales à l’ouest de la rue Yonge près de la rue Wellesley, notamment la rue St. Nicholas, une ruelle, et la rue St. Joseph, une rue au nord de la rue Wellesley,, Les rues et ruelles entre les rues Yonge et Bay deviennent une aire de drague fréquentée par les prostitués mâles et leurs clients, appelés Track two par la police.
La rue Church, immédiatement à l'est de la rue Yonge, principale artère nord-sud de Toronto, devient peu à peu un lieu fréquenté et habité par les gais et lesbiennes, devenant le centre la vie gaie à Toronto, peu après l'Opération Soap (en), qui se traduit par l'arrestation d'un grand nombre de citoyens dans les saunas de Toronto en 1981, un événement qui mobilise les communautés gaie et lesbienne de la ville. George Hislop, un homme d'affaires gai et copropriétaire de l'un des saunas où eurent lieu les descentes de police, se présente comme conseiller au Conseil municipal de Toronto (en) ayant son local électoral dans le quartier de Church and Wellesley. Il est le premier candidat politique ouvertement gai de Toronto et le second au Canada.
Dans les années 1980, le Centre communautaire du 519 (en) devient le lieu de rencontre de plusieurs groupes sociaux et politiques et devient connu comme lieu ouvert aux gais et lesbiennes. Plusieurs bars de danseurs ouvrent sur la rue Church et plusieurs personnes LGBT y louent des appartements, joignent des coopératives d'habitation ou achètent des copropriétés près de la rue Church. Le quartier devient reconnu comme environnement où les habitants et visiteurs peuvent exprimer et vivre leur orientation sexuelle.

## Société
Chaque année s'y déroule la semaine de la fierté, qui a lieu peu la dernière fin de semaine de juin, juste avant la fête du Canada. Cet événement, le plus important du genre au Canada avec plus de 90 chars, attire des centaines de milliers de personnes. Le défilé se déroule en direction sud sur la rue Yonge. La marche des lesbiennes, un défilé pour femmes seulement de plus court parcours, a lieu le samedi après-midi. Une journée communautaire prend place sur la rue Wellesley entre les rues Yonge et Church, ainsi que sur une portion de la rue Church. À cette occasion, les différents groupes de la culture queer ou qui y sont associés y présentent leurs missions, activités ou produits.
Le 519 Church Street Community Centre (en) est un lieu de rencontre pour divers groupes sociaux et politiques bien connu comme espace homosympa. Ce centre, le plus souvent appelé The 519, est un centre de loisir géré par la ville de Toronto qui est utilisé par la communauté queer bien que ses services ne soient pas exclusifs aux groupes et organismes LGBT. En 2007, l'édifice abritant le 519 est agrandi et en 2009 des mises à niveau sont apportées au bâtiment sont effectuées.
Au parc Cawthra, un monument rappelle la mémoire des victimes du sida avec ses plaques de bronze sur lesquelles sont gravés les noms des membres de la communauté qui ont perdu la lutte contre cette maladie. Une vigile commémorative à la bougie se tient à ce monument chaque année durant la semaine de la fierté.

## Administration
En 1991, Kyle Rae (en) est élu au Conseil municipal de Toronto pour représenter le ward qui comprend Church and Wellesley, devenant le premier conseiller municipal de Toronto ouvertement gai. Il représente le quartier jusqu'en 2010, alors qu'il se retire. Kristyn Wong-Tam, première conseillère ouvertement lesbienne, lui succède alors.
Le quartier fait partie de la circonscription fédérale de Toronto-Centre, représentée à la Chambre des communes du Canada par la libérale Chrystia Freeland, journaliste et écrivaine élue lors des Élections partielles du 41e Parlement canadien (en) de 2013, et succédant à Bob Rae, qui s'est retiré après avoir été ancien chef intérimaire du parti. Lors du redécoupage de la carte électorale du Canada de 2012, le quartier demeure dans la circonscription de Toronto-Centre à la suite de la forte opposition à la division du quartier entre deux circonscriptions. Le quartier est compris dans la circonscription provinciale de Toronto-Centre, représentée à l'Assemblée législative de l'Ontario par le député libéral ouvertement gai Glen Murray depuis 2010, succédant à George Smitherman, premier député ouvertement gai à la législature ontarienne et qui représente la communauté locale entre 1999 et 2010. Avant la refonte du découpage électoral de 1999, le quartier était compris dans la circonscription provinciale de St. George—St. David, représentée entre 1987 par Ian Scott (homme politique ontarien) (en), qui fait son coming out après s'être retiré de la politique.

## Économie
Les bars gais du quartier Church and Wellesley comprennent le Woody's, le Zippers, le Byzantium, le Slacks, le Crews & Tangos, le Fuzion, le Churchmouse & Firkin, l’O'Grady's, le Statler's, le Black Eagle, le Voglie, le George's Play, le Boutique et le Flash. lo'la se trouve sur la rue Maitland alors que le Fly a pignon sur la rue Gloucester.
La ‘’Church Wellesley Village Business Improvement Area’’ est constituée en octobre 2002. À l’été 2004, l’association des gens d’affaires met en place un projet pilote de rue piétonnière sur la rue Church entre les rues Wellesley au nord et Alexander au sud. La circulation automobile est alors interdite entre 10 h et 22 h tous les dimanches de la période estivale. Toutefois, le projet suscite la controverse, des commerçants accusant d’autres exploitants de détourner de leur clientèle en offrant du divertissement. Le projet se termine donc trois semaines plus tôt que prévu en raison d’un financement insuffisant.
L’association de gens d’affaires commandite la foire fétiche de la rue Church qui a lieu en août. En 2003, la Folsom Street Fair de San Francisco's Folsom Street Fair accorde le droit à un consortium de groupes communautaires de Toronto d’utiliser le nom Folsom Fair North (Foire Folsom Nord) pour une foire fétiche semblable. Cette foire se tient dans un terrain de stationnement près du coin des rues Wellesley et Yonge en 2003 et 2004, puis dans Allan Gardens en 2005. Ce choix d’emplacement plutôt que la rue Church pour la "Church Street Fetish Fair" est largement perçu comme des représailles. Folsom Fair North, qui change de nom pour FFN en 2006, tient sa dernière édition en 2007.

## Culture
La série américaine Queer as Folk est tournée dans ce quartier où la Liberty Avenue de Pittsburgh en Pennsylvanie est en réalité la rue Church.